# Borsdorf
Borsdorf település Németországban, azon belül Szászország tartományban. Lakosainak száma 8208 fő (2023. december 31.). Borsdorf Taucha, Machern, Brandis és Lipcse községekkel határos.

## Népesség
A település népességének változása:
| Lakosok száma | 8421 | 8355 | 8265 | 8126 | 8195 | 8208 |
|               | 2016 | 2017 | 2019 | 2021 | 2022 | 2023 |